# Ривера, Робби
Робби Ривера (англ. Robbie Louis Rivera) — американский музыкант, продюсер, один из ведущих хаус-диджеев на американском континенте. Основатель широко известного лейбла Juicy Music, один из самых почитаемых создателей ремиксов в музыкальной среде США . Робби Ривера вопреки сложившемуся мнению родился не в США, а в Пуэрто-Рико.
Первый значимый успех к нему пришёл в 2001 году, когда его треки Feel This и Which Way You Going поочерёдно занимали первую строчку в клубном чарте Billboard. На сегодняшний день один из самых значимых хитов Робби Риверы — пластинка Sex (Anytime, anywhere…). Этот трек звучал в исполнении большинства известных диджеев по всему миру и занял ведущие строчки хит-парадов самых популярных американских и европейских радиостанций. Робби Ривера активно сотрудничает с Madonna, Ricky Martin, Santana, Faithless, Felix Da Housecat, Benny Benassi, Moloko, Sonique, Harry Romero, Kylie Minogue, P!nk и многими другими, выступает на самых модных и значимых вечеринках по всему миру: Нью-Йорк, Майами, Амстердам, Ивиса, Париж, Лондон, Барселона, Дублин, Латинская Америка.